# 1969 في مصر
فيما يلي قوائم الأحداث التي وقعت خلال عام 1969 في مصر.

## أحداث
- 1 يناير – معرض القاهرة الدولي للكتاب

## سياسة

### تعيين في المنصب
- 19 ديسمبر – محمد أنور السادات نائب رئيس الجمهورية.

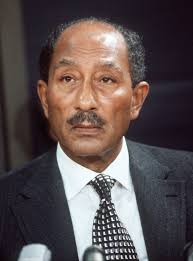
Anwar sadat

## أفلام
من الأفلام التي صدرت هذه السنة في مصر:
- 1 يناير – 7 أيام في الجنة من إخراج فطين عبد الوهاب.
- 1 يناير – أبي فوق الشجرة من إخراج حسين كمال.
- 1 يناير – أكاذيب حواء من إخراج محمد عبد الوهاب.
- 1 يناير – أنا ومراتي والجو
- 1 يناير – الأرض من إخراج يوسف شاهين.
- 1 يناير – الحرامي
- 1 يناير – العتبة جزاز من إخراج نيازي مصطفى.
- 1 يناير – المومياء من إخراج شادي عبد السلام.
- 1 يناير – الناس اللي جوه من إخراج جلال الشرقاوي.
- 1 يناير – ميرامار من إخراج كمال الشيخ.
- 2 فبراير – الحب الكبير من إخراج هنري بركات.
- 3 فبراير – شيء من الخوف من إخراج حسين كمال.
- 17 مارس – صباح الخير يا زوجتي العزيزة
- 3 يوليو – عصابة النساء
- 1 سبتمبر – نص ساعة جواز من إخراج فطين عبد الوهاب.
- 6 أكتوبر – فتاة الاستعراض من إخراج محمود ذو الفقار.

## موسيقى

### أغاني
من الأغاني التي صدرت هذه السنة في مصر:
- 1 يناير – ماي واي من غناء كلود فرانسوا.

## كتب
من الكتب التي صدرت هذه السنة في مصر:
- 1 يناير – أيام الإنسان السبعة من تأليف عبد الحكيم قاسم.

## مواليد

### يناير
- 1 يناير – ريم علي زوجة الأمير علي بن الحسين.
- 7 يناير – نصر محروس مخرج أفلام مصري.
- 19 يناير – أنغام

### مارس
- 10 مارس – هاني رمزي لاعب كرة قدم مصري.[1]
- 27 مارس – فتحي سلامة موسيقي مصري.

### يونيو
- 13 يونيو – محمد كمونة لاعب كرة قدم مصري.[2]

### نوفمبر
- 8 نوفمبر – لميس الحديدي صحفية مصرية.
- 18 نوفمبر – أحمد حلمي ممثل مصري.[3]

## وفيات

### يناير
- 5 يناير – وجيه غالي (مواليد 1920) كاتب مصري.[4]

### مارس
- 9 مارس – عبد المنعم رياض (مواليد 1919) عسكري مصري.[5]
- 17 مارس – أبو السعود الإبياري (مواليد 1910) ممثل مصري.

### يونيو
- 20 يونيو – محمد صديق المنشاوي (مواليد 1919) مقرئ الجمهورية العربيه المتحده والشيخ الباكي.

### أغسطس
- 26 أغسطس – أحمد بدرخان (مواليد 1909) منتج أفلام مصري وكاتب سيناريو.